# Afrixalus sylvaticus
Afrixalus sylvaticus là một loài ếch thuộc họ Hyperoliidae. Tên tiếng Anh của nó là forest banana frog.
Loài này có ở Kenya và Tanzania. Môi trường sống tự nhiên của chúng là rừng khô nhiệt đới hoặc cận nhiệt đới, rừng ẩm vùng đất thấp nhiệt đới hoặc cận nhiệt đới, đầm nước ngọt có nước theo mùa, các đồn điền, và rừng trước đây suy thoái nghiêm trọng. Chúng hiện đang bị đe dọa vì mất môi trường sống. Một số học giả coi nó là một phân loài của Afrixalus stuhlmanni.